# Anthony Bouchard
Anthony Bouchard (1965) is een Amerikaans politicus van de Republikeinse Partij. Sinds 2017 zetelt hij in de Senaat van Wyoming. In 2021 kondigde Bouchard aan dat hij zich kandidaat zou stellen in de voorverkiezing van het at-large congresdistrict van Wyoming, als uitdager van Liz Cheney. In mei 2021 gaf Bouchard, naar eigen zeggen om het nieuws voor te zijn, te kennen dat hij als 18-jarige een 14-jarig meisje zwanger had gemaakt en noemde het een "Romeo en Julia-verhaal". Volgens Bouchard wilde een politieke tegenstanders zijn verkiezingscampagne schaden.